# 기연호
기연호(1950년 6월 25일~ )는 대한민국의 성우이다. 1969년 연극배우로 첫 데뷔했고 1979년 EBS 성우로 정식 입사했으며 현재는 EBS 2기이고 교육방송 성우극회 소속이다. 또한 배우로도 활동했다.

## 주요 출연작품

### 애니메이션
- 《그리스 로마 신화 전설의 수호자들》 (EBS) - 포세이돈
- 《신밧드의 모험》(EBS)
- 《몬스터》 (투니버스) - 리베르트
- 《나이트워커》(XTM)
- 《믹과 맥의 축구이야기》 (EBS)
- 《빨강머리 앤》 (EBS) - 매튜
- 《세계명작동화》 (EBS) - '구두장이 한스와 요정 친구들'편
- 《스타게이트》 (EBS) - 사령관
- 《싸커보이 토토》 (MBC) - 고린 / M 감독 / 보안관 / 칸 중령
- 《얀손 아저씨의 행복한 오두막집》 (EBS) - 국왕 / 알프레드
- 《요절복통 탈리스의 모험》 (EBS) - 아서 사장
- 《워터십 다운의 토끼들》 (EBS) - 홀리 대장 / 블루스카이
- 《유령성의 오싹오싹 이야기》 (EBS) - 스틸
- 《은비 까비의 옛날 옛적에》 (KBS) - 돌쇠 친구
- 《해로와 토레미》 (SBS)
- 《돈드라큐라》 (VIDEO) - 반 헬싱 교수

### 애니메이션 영화
- 《둘리의 배낭여행》- 키큰 도둑 코뿔소 에코 콧수염 난쟁이들 역

### 방송
- 라디오 소설《엄마를 부탁해》(EBS FM) - 젊은 시절의 엄마
- 라디오 소설《덕혜옹주》(EBS FM) - 데라우치
- 《뽀뽀뽀》(MBC)
- 《이것은 실화다》(시사교양) (TV조선) - 판사 역
- 《기막힌 이야기 실제상황》(MBN) - 각종 단역

### 드라마
- 《야인시대》 (SBS, 2002년)
- 《대장금》 (MBC, 2003년)
- 《애정의 조건》 (KBS2, 2004년)
- 《장길산》 (SBS, 2004년)
- 《영웅시대》 (MBC, 2004년)
- 《주몽》 (MBC, 2006년)
- 《대조영》 (KBS1, 2006년) - 적인걸 역
- 《왕과 나》 (SBS, 2007년)
- 《이산》 (MBC, 2007년)
- 《대왕 세종》 (KBS1, 2008년)
- 《온에어》 (SBS, 2008년) - 극단 선생님 역
- 《일지매》 (SBS, 2008년)
- 《에덴의 동쪽》 (MBC, 2008년)
- 《바람의 화원》 (SBS, 2008년) - 김윤식 역
- 《별순검 시즌2》(MBC Drama, 2008년) 책방영감 역(별칭:장가 할아버지)=애들을 좋아해서 어린애들을 업어서 자장가를 불러줘서 붙은 별칭
- 《아내의 유혹》 (SBS, 2008년)
- 《공부의 신》 (KBS2, 2010년)
- 《파스타》 (MBC, 2010년) - 자선디너 행사에서 설준석을 아는 남자 역
- 《산부인과》 (SBS, 2010년) - 자궁적출 수술한 환자의 시아버지 역
- 《검사 프린세스》 (SBS, 2010년) - 의사 역
- 《동이》 (MBC, 2010년)
- 《자이언트》 (SBS, 2010년)
- 《김수로》 (MBC, 2010년) - 31회 출연
- 《웃어라 동해야》 (KBS1, 2010년)
- 《애정만만세》 (MBC, 2011년~2012년) - 산부인과 의사 역
- 《뿌리깊은 나무》 (SBS, 2011년)
- 《해를 품은 달》 (MBC, 2012년) - 어의 역
- 《무신》 (MBC, 2012년)
- 《신의》 (SBS, 2012년)
- 《마의》 (MBC, 2012년)
- 《오자룡이 간다》 (MBC, 2012년)
- 《유리 가면》 (tvN, 2012년)
- 《백년의 유산》 (MBC, 2013년) - 의사 역
- 《스캔들: 매우 충격적이고 부도덕한 사건》 (MBC, 2013년)
- 《불의 여신 정이》 (MBC, 2013년)
- 《기황후》 (MBC, 2013년)
- 《12년만의 재회: 달래 된, 장국》 (JTBC, 2014년) - 운동치료받는 환자 역
- 《운명처럼 널 사랑해》 (MBC, 2014년) - 종친 역
- 《밤을 걷는 선비》 (MBC, 2015년)
- 《장사의 신 - 객주 2015》 (KBS2, 2015년)
- 《가화만사성》 (MBC, 2016년) - 초등학교 교장 역
- 《푸른 바다의 전설》 (SBS, 2016년)
- 《마성의 기쁨》 (드라맥스 & MBN, 2018년) - 친구 찾으러 가야한다는 할아버지 역
- 《악귀》 (SBS, 2023년)

### 게임
- 《천년의 신화》